# Teodot Bizantinski
Teodot Bizantinski, znan tudi kot Teodot Kožar oziroma Teodot Čevljar, je bil krščanski učitelj in krivoverec * v 2. stoletju, Konstantinopel, † v 3. stoletju Rim, Rimsko cesarstvo.

## Življenjepis
Teodot Bizantinski, imenovan tudi Kožar oziroma Teodot Čevljar, se je rodil, živel in deloval v Konstantinopelu. Po poklicu je bil kožar. Poleg tega je vneto prebiral svete spise, ki jih je tudi dovolj strokovno poznal. Ko je za to zvedel cesar Mark Avrelij, ga je dal nategniti na mučilnico. Zaradi človeške slabosti ni vzdržal in je v mukah zatajil Kristusa ter izvršil zapoved poganskega sodnika: daroval je malikom. Ko so ga pustili na svobodo, se je zopet hotel pridružil krščanski skupnosti; toda ne samo, da so se ga ti izogibali in niso hoteli imeti z njim nikakršnih stikov, ampak so ga celo izključevali iz svojih občestev. Zagrenjen je zapustil svoj rodni kraj (Carigrad), odpotoval v Rim in si prizadeval tu uveljaviti. Rimski kristjani so se vedli do tega nesrečnega človeka zelo zaničljivo, za kar se je on končno hudo maščeval.

### Učenje
Ker je bil Teodot le napol izobražen človek, ni mogel popolnoma doumeti pomena svetih spisov in ni preučeval, kako so jih razlagali papeži, koncili ter apostolski in cerkveni očetje; začel je torej širiti krščanskemu izročilu nasprotujoče nauke.
Med drugim je učil, da Kristus ni pravi Bog. Po njegovem je Devica Marija rodila Jezusa in je bil brezmadežno spočet po svetem Duhu, vendar le kot smrtnik. Šele pozneje ga je Bog Oče posinovil po krstu, vendar le kot človeka, ki je postal Bog šele po vstajenju.
Ta nauk imenujejo včasih »dinamični monarhianizem« ali adopcionizem. Teodot je nastopil s tako silo, da mu je nekatere uspelo zapeljati. Ko je papež Viktor I. zvedel za njegovo delovanje, je takoj določil preiskavo. Teodotove nauke je javno obsodil ter njihovega učitelja Teodota skupaj s privrženci izobčil iz Cerkve.
Njegovo učenje je nadaljeval in pozneje prikrojil po svoje Teodot Rimski (znan tudi kot Teodot mlajši in Teodot Menjalec).